# David Morosini
Ángel David Morosini Pereira (Montevideo, 18 febbraio 2004) è un calciatore uruguaiano, difensore della Juventud.

## Carriera
È cresciuto nel settore giovanile della Juventud, con cui ha debuttato il 23 aprile 2023 nell'incontro di Segunda División vinto 2-1 contro il Tacuarembó. Integrato stabilmente in prima squadra a partire dalla stagione successiva, il 2 novembre 2024 ha firmato il rinnovo del contratto fino al 2027; conclude il 2024 con una promozione dalla seconda alla prima divisione uruguaiana, categoria nella quale esordisce nel 2025.

## Statistiche

### Presenze e reti nei club
Statistiche aggiornate al 28 aprile 2025.
| Stagione        | Squadra         | Campionato      | Campionato | Campionato | Coppe nazionali | Coppe nazionali | Coppe nazionali | Coppe continentali | Coppe continentali | Coppe continentali | Altre coppe | Altre coppe | Altre coppe | Totale | Totale | Totale |
| Stagione        | Squadra         | Comp            | Pres       | Reti       | Comp            | Pres            | Reti            | Comp               | Pres               | Reti               | Comp        | Pres        | Reti        | Pres   | Reti   |        |
| --------------- | --------------- | --------------- | ---------- | ---------- | --------------- | --------------- | --------------- | ------------------ | ------------------ | ------------------ | ----------- | ----------- | ----------- | ------ | ------ | ------ |
| 2023            | Juventud        | SD              | 9          | 0          | CU              | 1               | 0               | -                  | -                  | -                  | -           | -           | -           | 10     | 0      |        |
| 2024            | Juventud        | SD              | 31         | 0          | CU              | 1               | 0               | -                  | -                  | -                  | -           | -           | -           | 32     | 0      |        |
| 2025            | Juventud        | PD              | 5          | 0          | CU              | 0               | 0               | -                  | -                  | -                  | -           | -           | -           | 5      | 0      |        |
| Totale carriera | Totale carriera | Totale carriera | 45         | 0          |                 | 2               | 0               |                    | -                  | -                  |             | -           | -           | 47     | 0      |        |